# Сан-Мартин (футбольный клуб, Сан-Хуан)
«Сан-Марти́н» Сан-Хуан (исп. Club Atlético San Martín de San Juan) — аргентинский футбольный клуб из города Сан-Хуан на юге провинции Сан-Хуан.

## История
«Сан-Мартин» был основан 27 сентября 1907 года группой бывших членов клуба «Атлетико Хувентуд». Клуб назван в честь героя Аргентины Хосе де Сан-Мартина. Первым президентом стал Октавио Алькольта. Довольно быстро «вердинегрос» выдвинулись в число лидеров местной лиги провинции Сан-Хуан, первым чемпионом которой в 1921 году и стал «Сан-Мартин».
«Сан-Мартин» провёл два сезона в Примере Аргентины. Впервые в элиту команда сыграла в рамках турнира Насьональ 1970 года. Тогда «чёрно-зелёные» выиграли лишь четыре матча из 20 в своей подгруппе и финишировали в нижней части турнирной таблицы. «Сан-Мартин» стал первой командой своей провинции, пробившейся в элиту аргентинского клубного футбола.
По итогам сезона 2010/11 «Сан-Мартину» удалось выйти в Примеру и закрепиться в ней на один сезон, после чего, несмотря на семь побед в 11 последних играх в чемпионате Финаль, команда вылетела обратно во Второй дивизион. В следующем году клуб занял девятое место, а в сезоне 2014 в переходном чемпионате занял второе место в группе А, что позволило ему в очередной раз принять участие в Высшем дивизионе. Команда продержалась в Суперлиге до окончания сезона 2018/19, после чего вновь вылетела в Примеру B Насьональ.

## Известные игроки
- Алехандро Ботеро
- Хулио Иррасабаль
- Ариэль Карреньо
- Нестор Кравиотто
- Сесар Монастерио
- Алехандро Скьяппарельи
- Дарио Усаин